# Burg Bornstedt
Die Burg Bornstedt, auch Schweinsberg, Schlossburg, Schweinsburg, genannt, ist die Ruine einer Höhenburg auf einer Höhe im Hornburger Sattel östlich der Gemeinde Bornstedt im Landkreis Mansfeld-Südharz in Sachsen-Anhalt.

## Geschichte
Die Burg gehörte vermutlich schon im 8. Jahrhundert zu den großen Reichsburgen oder einer befestigten Siedlung und wurde um 880 im Hersfelder Zehntverzeichnis als „Brunstediburg“ genannt. Im 12. Jahrhundert waren die Herren von „Bornstete“ oder „Burnstede“ Besitzer der Burg, in der Kaiser Heinrich V. 1115 während der Kämpfe am Welfesholz mit den Sachsen Truppen stationierte. Der Erste der ab 1120 nach der Burg benannten Besitzer war Esico II. dominus castri Burnstede. Das Wappen heute noch lebender Nachkommen von Bornstedt ist die rote Zinnenmauer mit dem Aries (Mauerbrecher) darüber. Nach wechselnden Besitzern kam die Burg von 1301 bis 1780 in den Besitz der Grafen von Mansfeld. Ab 1615 begann die Burg zu verfallen.

### Name
Der oft genannte Name „Schweinsburg“ oder „Schweinsberg“ geht auf eine Erzählung zurück, nach der die Bewohner der Burg bei einer Belagerung das letzte Schwein nicht schlachteten, sondern es mehrmals täglich zum lauten Schreien brachten, um vorzutäuschen, sie würden täglich viele Schweine schlachten und dementsprechend über große Vorräte verfügen. Dies demotivierte die Angreifer, die Belagerung wurde abgebrochen.

## Anlage
Die Burgfläche hatte die Größe von 350 mal 200 Meter. Von der ehemaligen Burganlage sind noch der 30 Meter hohe Bergfried auf einer Grundfläche von 9 mal 9 Meter, der einzige Rest der Kernburg, das Eingangstor und deutliche Reste der Ringmauern und des Ringgrabens erhalten.
Auf dem Burghof finden heute Feste statt und eine Burgschänke steht für Feierlichkeiten zur Verfügung.